# 대한민국 민법 제920조
대한민국 민법 제920조는 친권자의 대리권에 대한 민법 친족법 조문이다.

## 조문
제920조(자의 재산에 관한 친권자의 대리권) 법정대리인인 친권자는 자의 재산에 관한 법률행위에 대하여 그 자를 대리한다. 그러나 그 자의 행위를 목적으로 하는 채무를 부담할 경우에는 본인의 동의를 얻어야 한다.